# گیلاس تلخ
گیلاس تلخ (نام علمی: Prunus emarginata) نام یک گونه از سرده پرونوس است.